# Contea di Vas

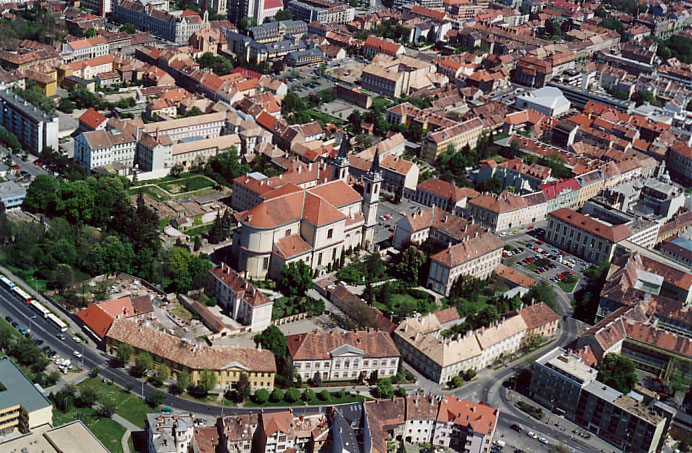
Foto aerea di Szombathely.

Vas (in ungherese Vas vármegye, in sloveno Železna županija) è una contea dell'Ungheria occidentale al confine con l'Austria e la Slovenia.
Confina con le altre contee di Győr-Moson-Sopron, Veszprém e Zala; suo capoluogo è la città di Szombathély.

## Geografia fisica
La contea di Vas si trova nell'Ungheria occidentale. La sua superficie è 3.336 km².

## Struttura della contea

### Città con diritti di contea
- Szombathely (capoluogo)

### Città
(in ordine di abitanti, secondo censimento del 2001)
- Sárvár (15 651)
- Körmend (12 616)
- Kőszeg (11 731)
- Celldömölk (11 650)
- Szentgotthárd (9090)
- Vasvár (4705)
- Csepreg (3640)
- Bük (3122)
- Répcelak (2697)
- Őriszentpéter (1293)

### Comuni

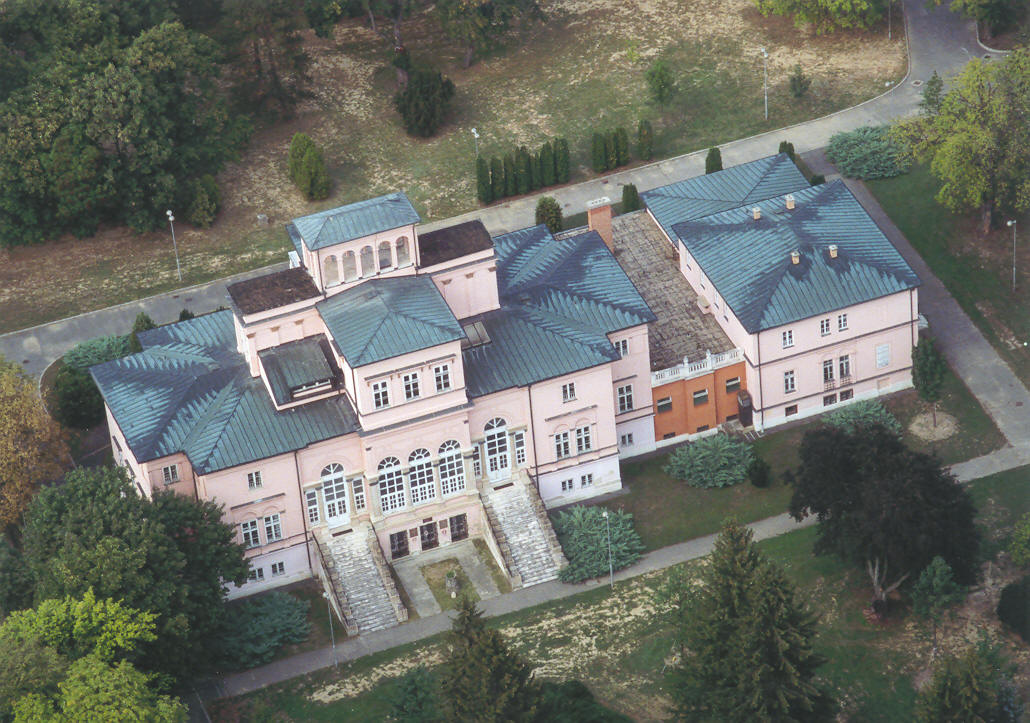
fotografia aerea: Ikervár - Palazzo

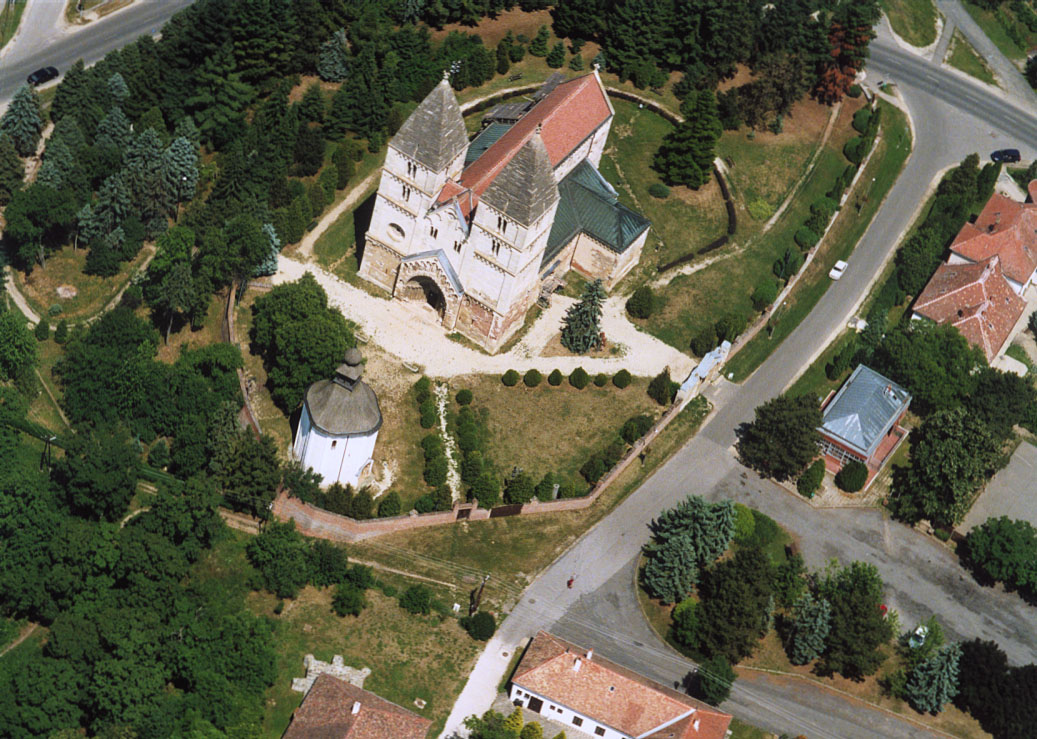
Ják - temple from above

- Acsád
- Alsószölnök
- Alsóújlak
- Andrásfa
- Apátistvánfalva
- Bajánsenye
- Balogunyom
- Bejcgyertyános
- Bérbaltavár
- Boba
- Borgáta
- Bozsok
- Bozzai
- Bögöt
- Bögöte
- Bő
- Bucsu
- Cák
- Chernelházadamonya
- Csákánydoroszló
- Csánig
- Csehi
- Csehimindszent
- Csempeszkopács
- Csénye
- Csipkerek
- Csönge
- Csörötnek
- Daraboshegy
- Dozmat
- Döbörhegy
- Döröske
- Duka
- Egervölgy
- Egyházashetye
- Egyházashollós
- Egyházasrádóc
- Felsőcsatár
- Felsőjánosfa
- Felsőmarác
- Felsőszölnök
- Gasztony
- Gencsapáti
- Gersekarát
- Gérce
- Gór
- Gyanógeregye
- Gyöngyösfalu
- Győrvár
- Halastó
- Halogy
- Harasztifalu
- Hegyfalu
- Hegyháthodász
- Hegyhátsál
- Hegyhátszentjakab
- Hegyhátszentmárton
- Hegyhátszentpéter
- Horvátlövő
- Horvátzsidány
- Hosszúpereszteg
- Ikervár
- Iklanberény
- Ispánk
- Ivánc
- Ják
- Jákfa
- Jánosháza
- Karakó
- Katafa
- Káld
- Kám
- Keléd
- Kemeneskápolna
- Kemenesmagasi
- Kemenesmihályfa
- Kemenespálfa
- Kemenessömjén
- Kemenesszentmárton
- Kemestaródfa
- Kenéz
- Kenyeri
- Kercaszomor
- Kerkáskápolna
- Kétvölgy
- Kisrákos
- Kissomlyó
- Kisunyom
- Kiszsidány
- Kondorfa
- Köcsk
- Kőszegdoroszló
- Kőszegpaty
- Kőszegszerdahely
- Lócs
- Lukácsháza
- Magyarlak
- Magyarmádalja
- Magyarszecsőd
- Magyarszombatfa
- Meggyeskovácsi
- Megyehíd
- Mersevát
- Mesterháza
- Mesteri
- Meszlen
- Mikosszéplak
- Molnaszecsőd
- Nagygeresd
- Nagykölked
- Nagymizdó
- Nagyrákos
- Nagysimonyi
- Nagytilaj
- Narda
- Nádasd
- Nárai
- Nemesbőd
- Nemescsó
- Nemeskeresztúr
- Nemeskocs
- Nemeskolta
- Nemesládony
- Nemesmedves
- Nemesrempehollós
- Nick
- Nyőgér
- Olaszfa
- Orfalu
- Ostffyasszonyfa
- Oszkó
- Ólmod
- Ölbő
- Őrimagyarósd
- Pankasz
- Pácsony
- Pápoc
- Pecöl
- Perenye
- Peresznye
- Petőmihályfa
- Pinkamindszent
- Pornóapáti
- Porpác
- Pósfa
- Pusztacsó
- Püspökmolnári
- Rábagyarmat
- Rábahídvég
- Rábapaty
- Rábatöttös
- Rádóckölked
- Rátót
- Répceszentgyörgy
- Rönök
- Rum
- Sajtoskál
- Salköveskút
- Sárfimizdó
- Sé
- Simaság
- Sitke
- Sorkifalud
- Sorkikápolna
- Sorokpolány
- Sótony
- Söpte
- Szaknyér
- Szakonyfalu
- Szalafő
- Szarvaskend
- Szatta
- Szeleste
- Szemenye
- Szentpéterfa
- Szergény
- Szőce
- Tanakajd
- Táplánszentkereszt
- Telekes
- Tokorcs
- Tompaládony
- Tormásliget
- Torony
- Tömörd
- Uraiújfalu
- Vasalja
- Vasasszonyfa
- Vasegerszeg
- Vashosszúfalu
- Vaskeresztes
- Vassurány
- Vasszentmihály
- Vasszécseny
- Vasszilvágy
- Vámoscsalád
- Vásárosmiske
- Vát
- Velem
- Velemér
- Vép
- Viszák
- Vönöck
- Zsennye
- Zsédeny

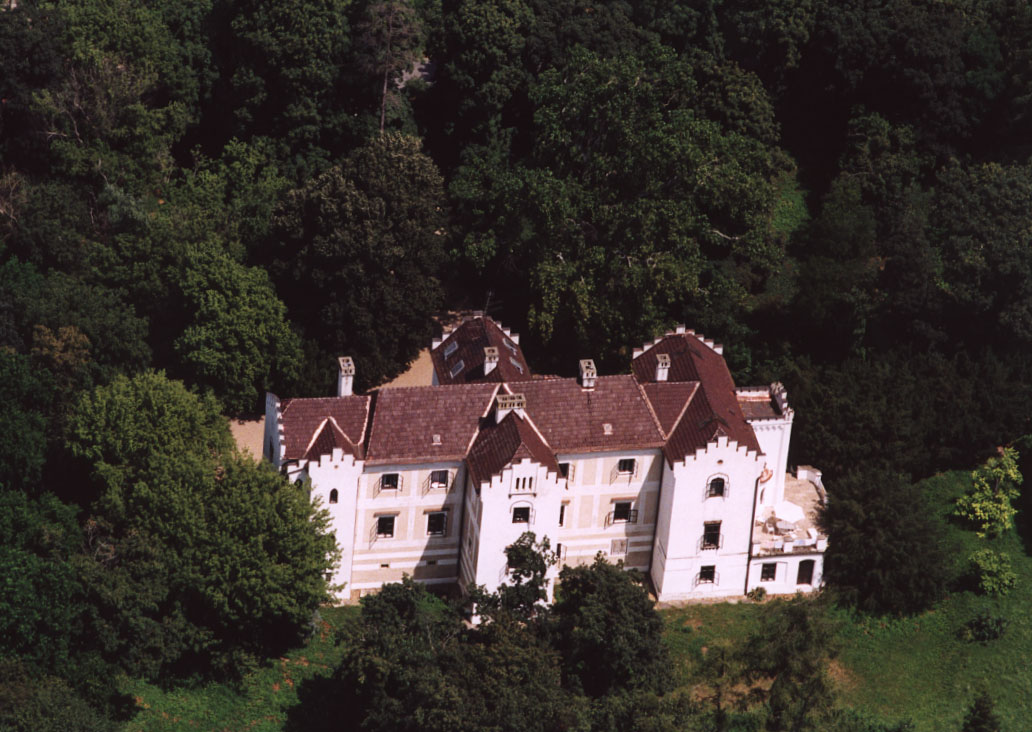
Palazzo di Zsennye - Bezerédi

## Presidenti dell'Assemblea Generale
| Nome             | Periodo          |
| ---------------- | ---------------- |
| Gyula Pusztai    | 1990 - 1998      |
| Péter Markó      | 1998 - 2006      |
| Ferenc Kovács    | 2006 - 2014      |
| László Majthényi | 2014 - 2022      |
| Vámos Zoltán     | 2022 - in carica |